# John Clayton (Botaniker)
John Clayton (* 1694 in Fulham, England; † 15. Dezember 1773 in Gloucester, Virginia), war ein britisch-nordamerikanischer Botaniker. Sein offizielles botanisches Autorenkürzel lautet „J.Clayton“; früher war auch das Kürzel „Clayt.“ in Gebrauch.

## Leben
John Clayton wurde im Herbst 1694 als ältester von drei Söhnen des Rechtsanwalts John Clayton sen. (1665–1737) und dessen Ehefrau, Ann Page, in Fulham, Middlesex, geboren. Nach dem Kirchenbuch von St Andrew’s, Holborn wurde hier am 27. August 1695 ein John Clayton getauft, wegen der Häufigkeit des Namens ist jedoch nicht sicher, dass es sich dabei um den zukünftigen Botaniker handelte. Wie andere Mitglieder seiner Familie könnte Clayton in Eton und Cambridge erzogen worden sein, Belege fehlen jedoch.
Sein Vater emigrierte am 11. August 1705 von England nach Virginia, war dort Sekretär von des Gouverneurs Edward Nott, der jedoch 1706 verstarb und wurde 1713 zum Attorney General der Kolonie ernannt. Nachdem John jr. seine juristische Ausbildung in England abgeschlossen hatte, siedelte er 1715 ebenfalls nach Virginia über. Am 20. Oktober 1720 wurde er zum Gerichtsschreiber des County of Gloucester ernannt, ein Amt, das er bis zu seinem Tod innehatte. Für seine Arbeit wurde er mit Tabak entlohnt. Er lebte im so genannten Windsor House am Bach Pianketank in Ware Parish, Gloucester County, Virginia. Neben seiner Beamtentätigkeit war er Eigentümer er eine Tabakplantage von 150 Hektar Größe, die er mit Sklaven bewirtschaftete.
Am 22. Januar 1723 heiratete er Elizabeth Whiting (1695–1771/2). Aus der Ehe gingen in fünf Söhne und drei Töchter hervor.
Da der Name John in der weit verzweigten Clayton-Familie häufig ist, kommt es in vielen biographischen Notizen zu Verwechslungen und damit zu Falschangaben des Geburts- oder Todesjahres.

## Der Forscher

Titelseite der Flora Virginica von J. F .Gronovius, ein Buch, das auf Claytons Forschungen beruht

In seiner neuen Heimat beschäftigte sich Clayton intensiv mit der wenig erforschten Flora des Nordamerikanischen Kontinents. In engem Kontakt zu Gleichgesinnten sammelte und klassifizierte er die Pflanzen Virginias, besonders aus dem Gebiet zwischen dem James River und dem Rappahannock River. Er begann eine umfangreiche Korrespondenz mit Botanikern in Europa. Zu seinem Bekanntenkreis zählten Jane Colden, John Bartram, der Londoner Textilhändler Peter Collinson (1694–1768), Pehr Kalm und Carl von Linné. Claytons Fleiß und seine Hilfsbereitschaft wurden von Benjamin Franklin mit dem Privileg belohnt, dass seine Post, darunter umfangreiche Sammlungen herbarisierter Pflanzen, kostenlos befördert wurde.
Als sein Freund, der Naturforscher Mark Catesby, mit dem er mehrere Exkursionen durch Virginia unternommen hatte, dauerhaft nach Oxford zurückkehrte, schickte Clayton ihm 1734 und 1735 fast alle Pflanzen, die er in Virginia gesammelt hatte, nach England. Catesby gab die Sammlung an Jan Frederik Gronovius in Holland weiter, da er viele der Arten nicht kannte. Gronovius seinerseits bat den jungen Carl von Linné um Hilfe, der sich zwischen 1735 und 1737 als Gastforscher bei George Clifford (1685–1760) in Hartekamp bei Haarlem aufhielt.
Während Clayton auf die Bestimmungsergebnisse wartete, arbeitet er an einem Pflanzenverzeichnis von Virginia. Dabei sortierte er die Arten nach der Systematik von John Ray. Das Manuskript schickte er an Catesby mit der Bitte, in England einen Verleger zu finden. Auch dieses Manuskript gelangte zu Gronovius. Dieser ordnete die Pflanzen mit Linnés Unterstützung nach dessen System um und veröffentlichte die Arbeit 1739 als Flora Virginica. Gronovius setzte sich darin über Claytons Namensschöpfungen hinweg und vergab eigene Namen oder übernahm für die Benennung die Vorschläge Linnés. Auf die gleiche Weise kam 1742 ein zweiter Band der Flora Virginica zustande.

## Leistungen
Während Claytons Leistungen zu Lebzeiten weitgehend unterschätzt wurden, ist seine Bedeutung für die botanische Forschung heute in Fachkreisen anerkannt. So beruht ein großer Teil von Linnés Kenntnissen der nordamerikanischen Flora auf den Pflanzen, die Clayton gesammelt hatte. Viele von ihnen sind nomenklatorische Typen, das heißt, es sind die Exemplare, nach denen Gronovius und Linné die wissenschaftlichen Erstbeschreibungen anfertigten. Die Flora Virginica, die ohne Claytons Fleiß und Sorgfalt nicht hätte entstehen können, war eine der grundlegenden wissenschaftlichen Darstellungen der Flora Nordamerikas. Sie blieb für ein halbes Jahrhundert das wichtigste Standardwerk zu diesem Thema. Claytons Plan, selbst ein Buch über die Pflanzenwelt von Virginia zu schreiben, konnte er nicht verwirklichen, da ein Feuer das Gloucester County House und sein dort untergebrachtes Privatherbar zerstörte. Nur die Belege, die er nach Europa geschickt hatte, sind erhalten. Sie wurden 1793 von Sir Joseph Banks aufgekauft und kamen so ins British Museum in London (heute Natural History Museum), wo sie heute wieder als separate Sammlung („Clayton Collection“) aufbewahrt werden.

## Mitgliedschaften
- Königlich Schwedische Akademie der Wissenschaften
- Philosophical Society for the Advancement of Useful Knowledge, Virginia

## Ehrungen
Linné würdigte Clayton mit der Benennung der Gattung Claytonia (Tellerkraut). Im Lauf der folgenden Jahrzehnte wurden etwa 20 weitere Pflanzenarten nach Clayton benannt.
Das Andenken an Clayton wird auch von der Arkansas Native Plant Society gepflegt, die eine Zeitschrift mit dem Titel Claytonia herausgibt.